# Zorgho
Zorgho är en stad och kommun i Burkina Faso och är administrativ huvudort för provinsen Ganzourgou. Staden hade 20 462 invånare vid folkräkningen 2006, med totalt 48 096 invånare i hela kommunen.